# Enrique Ponce
Alfonso Enrique Ponce Martínez (Xiva (Foia de Bunyol), 8 de desembre de 1971) és un torero valencià. El seu besoncle era el matador de toros valencià Rafael Ponce Navarro Rafaelillo (1912-1972). De depurada tècnica i estil purista i elegant, és considerat un dels destres més importants de finals del segle XX i començaments del segle XXI.

## Biografia
Practica de ben jovenet en una petita plaça d'una ramaderia a Ondara. Ingressa als 10 anys a l'Escola Taurina de València, debuta en públic el 10 d'agost de 1986 a la Plaça de toros de Castellar, Jaén, el 9 de març de 1988, i fa el seu debut amb cavalls a Castelló. Després de 101 novillades i 111 orelles tallades, pren l'alternativa el 16 de març de 1990 s la plaça de València de mans de José Miguel Arroyo Joselito i com a testimoni Miguel Báez el Litri. El 1991 viatja per primera vegada a la campanya americana com a matador de toros, i aconsegueix importants triomfs a Mèxic i Veneçuela —triomfa per primera vegada a la Fira Internacional de Sant Sebastià, a San Cristóbal.
Confirma a Madrid la seva alternativa el 30 d'octubre de 1990. Des de llavors ha liderat diverses vegades l'estadística a Espanya, començat el 1992 amb 100 i seguint el 1993 amb 110 corrides, tornant a la part alta de l'escalafó el 1997. Ponce és el torero amb major nombre de temporades sobre els 100 festejos. També és el torero que més toros ha indultat. En la temporada 2006 triomfa a Sevilla el divendres de prefira en la qual consideren alguns cronistes taurins, la millor feina de la Fira d'Abril. També ha aconseguit una autèntica proesa: tallar una cua en l'exigent plaça de Nimes. El diumenge 7 de juny va tallar dues orelles en la plaça de toros d'Albacete. Triomfa a Bilbao a l'agost del 2008 en tallar-li les dues orelles a un toro i aconsegueix sortir a coll d'aquesta plaça 14 anys després de la seva última sortida a coll, és la quarta vegada que l'aconsegueix.
És l'únic cas en la història del toreig que va sumar més de cent festejos per temporada durant deu anys consecutius.
En 2014, Ponce s'anuncia a Sevilla i Madrid —plaça que no trepitjava des de 2008. Aquest mateix any sofreix una forta banyada a València, en la fira de falles, que li penetra 20 centímetres a l'axil·la dreta i li fractura la clavícula esquerra.

## Distincions
Ha sortit quatre vegades per la porta gran de Las Ventas el 1992, 1996, 2002 i 2017.
El valencià ha rebut, malgrat la seva joventut, diversos títols i distincions:
- La Medalla d'Or al Mèrit en les Belles Arts, (2007). Primer matador de toros en actiu que aconsegueix aquest guardó.
- Títol d'acadèmic en la Real Academia de Ciencias, Bellas Letras y Nobles Artes de Córdoba. És el primer torero acadèmic de la història.

## Vida personal
Es va casar a la Catedral de València, el 25 d'octubre de 1996, amb Paloma Cuevas Díaz (11 de setembre de 1972), filla de Victoriano Valencia. El torero la descriu com «el gran suport que he tingut durant tots aquests anys, és la meva vida». A l'octubre de 2007 la parella va anunciar, després de diversos anys de matrimoni, que serien pares a la primavera. El 27 d'abril de 2008 neix la seva primera filla a la qual han anomenat Paloma com la seva mare. El matrimoni va comunicar que estava esperant la seva segona filla al juliol de 2011. La seva filla Bianca va néixer el 9 de gener de 2012.